# Premi Abacus
El Premi Abacus (Premi Nevanlinna fins 2018) és atorgat per les contribucions en els aspectes matemàtics de la computació. El premi va ser establert el 1981 pel comitè Executiu de la Unió Matemàtica Internacional IMU.
Va ser nomenada així en honor del matemàtic finlandès Rolf Nevanlinna qui va morir un any abans. El premi consisteix en una medalla d'or i un premi en efectiu.
L'any 2017, el matemàtic nord-americà d'origen rus, Alexander Soifer, va iniciar una campanya per substituir el nom del premi ja que, segons el seu parer, un organisme internacional de prestigi, no podia concedir un premi amb el nom d'una persona que havia tingut comportaments filonazis durant la Segona Guerra Mundial. El canvi de nom va ser acordat al congrès del 2018 i el premi s'anomena ara Premi Abacus. El primer es concedirà al congrès de l'any 2022.

## Premiats
- 1982 - Robert Tarjan
- 1986 - Leslie Valiant
- 1990 - Alexander Razborov
- 1994 - Avi Wigderson
- 1998 - Peter Shor
- 2002 - Madhu Sudan
- 2006 - Jon Kleinberg
- 2010 - Daniel Spielman
- 2014 - Subhash Khot
- 2018 - Constantinos Daskalakis
- 2022 - Mark Braverman